# Fenty Beauty
Fenty Beauty (estilizado como FEИTY BEAUTY) es una marca de cosméticos fundada por la cantante Rihanna, se lanzó el 8 de septiembre de 2017. Actualmente popular por su amplia inclusión de tonos de piel, su base, Pro Filt'R se volvió muy demandada desde su primer lanzamiento. El lanzamiento de la base original incluía 40 tonos y desde entonces se ha ampliado a 50. La inclusión del corrector Fenty Beauty incluye 50 tonos, lo que ofrece una amplia variedad para todo tipo de piel.

## Historia
En julio de 2014, Rihanna registró su apellido, Fenty, para usarlo en varios y más productos, lo que generó especulaciones de que comenzaría a trabajar en otros proyectos además de su música. Fenty Beauty estaba entre estas nuevas marcas comerciales.
Rihanna lanzó Fenty Beauty en 2017, cuando tenía tan solo 29 años. Anteriormente, había colaborado con MAC Cosmetics, y lanzó 10 fragancias a través de Parlux, pero Fenty Beauty fue su primera marca de cosméticos en solitario. Desarrolló la línea con el conglomerado de lujo Louis Vuitton Moët Hennessey (LVMH), firmando un acuerdo en 2016, para producir Fenty Beauty a través de la división Kendo de LVMH. Kendo Holdings, Inc, es una empresa que fabrica cosméticos como productos de marca blanca para su venta a través del minorista de cosméticos Sephora, otra filial de LVMH, así como de otros puntos de venta. Women's Wear Daily informó que LVMH pudo haber pagado $10 millones (USD) por el acuerdo.
Rihanna creó Fenty Beauty para ofrecer una gama inclusiva para todos los tonos de piel, incluida una amplia oferta de tonos para personas con tonos de piel más profundos. 

## Lanzamiento
Los primeros productos de Fenty Beauty salieron a la venta el 8 de septiembre de 2017. El lanzamiento coincidió con la colaboración de Rihanna con la marca Puma durante la Semana de la Moda de Nueva York. En Estados Unidos, la línea se lanzó en las tiendas Sephora, en el sitio web de Sephora y en el sitio web de Fenty Beauty. En el Reino Unido, Fenty Beauty era exclusiva de los grandes almacenes Harvey Nichols hasta mayo de 2019, donde la línea también estaría disponible en la farmacia principal Boots UK. Actualmente, Fenty Beauty está disponible en 17 países.

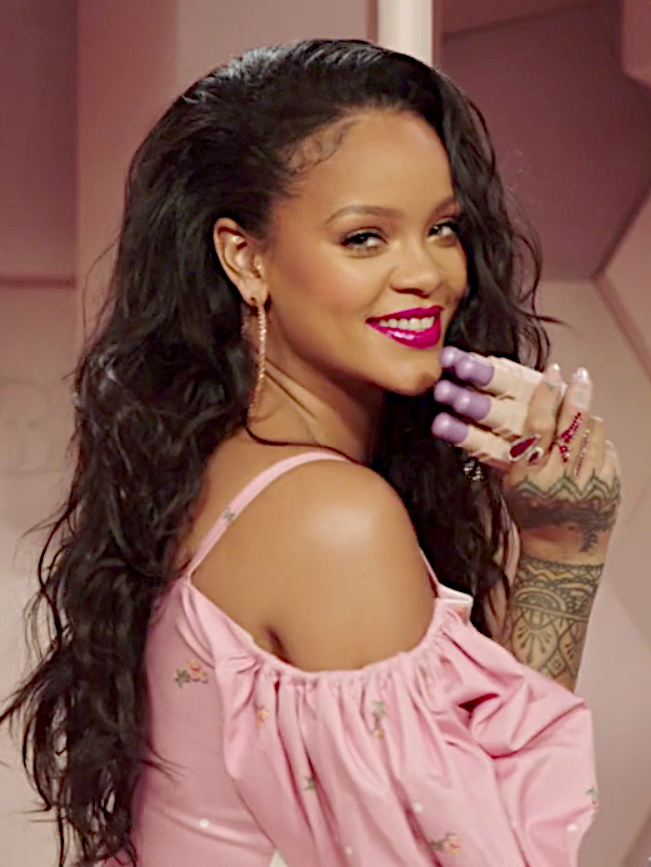
Rihanna en una campaña promocional de Fenty en 2018.

### 2017–2018
Los productos Fenty Beauty han recibido elogios internacionales por la gama de tonos ofrecidos, particularmente por la inclusión de tonos más oscuros para su base Pro Filt'R, que aborda una larga brecha en la oferta de la industria cosmética para las mujeres negras y otras mujeres de color. Muchas marcas pronto siguieron el ejemplo de Fenty después de su lanzamiento inicial y agregaron tonos más inclusivos a sus propias colecciones. Los lanzamientos posteriores de nuevos productos y líneas han sido ampliamente criticados por su falta de tonos inclusivos y su incumplimiento general de los nuevos estándares establecidos por Fenty Beauty, como la línea KKW Beauty de Kim Kardashian.
El 23 de noviembre de 2017, se lanzó el primer Stunna Lip Paint, un lápiz labial líquido rojo de larga duración. Tras el lanzamiento de la pintura de labios Stunna roja original, Fenty Beauty lanzó cuatro pinturas de labios más en rosa bebé, melocotón nude, marrón chocolate y negro.
El 23 de marzo de 2018, la marca lanzó un resaltador de edición limitada llamado «Dirty Thirty» para el 30 cumpleaños de Rihanna. Tomado del popular resaltador Killawatt Freestyle «Trophy Wife» (oro metálico) de la línea, «Dirty Thirty» estaba empaquetado con XXX (los números romanos para 30) en lugar del logotipo de FB de la marca.
El 6 de abril de 2018, Fenty Beauty lanzó tres productos de su colección Beach, Please. El primer producto corporal de Fenty Beauty, «Body Lava», un producto líquido que se puede aplicar en cualquier parte del cuerpo para iluminarlo. Para aplicar Body Lava, el cepillo Kabuki está disponible para su compra por separado. Mientras tanto, el Fairy Bomb Glittering Pom Pom es a la vez aplicador y producto: el pompón con aroma a vainilla y coco estaba lleno de brillo de oro rosa diseñado para adaptarse a todos los tonos de piel. Poco después del lanzamiento de los productos luminadores, Fenty Beauty se lanzó en Arabia Saudita.

### 2019–2020
El 11 de enero de 2019, Fenty Beauty lanzó el corrector Pro Filt'r Instant Retouch en 50 tonos. Además, Pro Filt'r Foundation agregó 10 nuevos tonos, y los tonos de corrector y base corresponden al mismo número. El polvo fijador Pro Filt'r Instant Retouch también se lanzó en ocho tonos translúcidos, así como una serie de herramientas de belleza, que incluyen la brocha fijadora Powder Puff 170, la brocha correctora Precision 180 y la esponja de maquillaje Lil Precision Duo 105.

### 2023–presente
El 17 de febrero de 2022, Rihanna anunció que las tiendas Ulta Beauty comenzarían a vender productos Fenty Beauty a partir del 6 de marzo de 2022.
El 10 de mayo de 2022, Rihanna anunció que Fenty Beauty y Fenty Skin estarían disponibles en ocho países africanos, Ghana, Kenia, Botsuana, Sudáfrica, Namibia, Nigeria, Zambia y Zimbabue el 27 de mayo de 2022.
En agosto de 2022, Madison Beer fue anunciada como la última embajadora de Fenty Beauty, uniéndose a Madison Bailey, Kane Lim y Nikita Kering.

## Exposición y Marketing
En el primer mes de la marca, Fenty Beauty registró más de 75 millones de dólares ganados, por delante de otras marcas, incluidas Kylie Cosmetics, Benefit, Urban Decay, KKW Beauty y NYX.
Rihanna actuó en el espectáculo de medio tiempo del Super Bowl 2023, donde presentó a Fenty Beauty para retocar su maquillaje. Según informes mediáticos, la función le valió a la marca 5,6 millones de dólares en menos de 12 horas.

### Diversidad
Fenty Beauty también obtuvo elogios internacionales por la diversidad de su campaña publicitaria, en la que destacaban numerosos modelos negros y otros modelos de color. Los rostros de la campaña inicial de Fenty Beauty incluyeron a Slick Woods, Halima Aden, Leomie Anderson, Indyamarie Jean, Paloma Elsesser, Selena Forrest, Camila Costa y Duckie Thot. Poco después de que Rihanna lanzara su línea, otras marcas como Make Up For Ever y L'Oréal comenzaron campañas publicitarias dirigidas a mujeres de color.
Fenty Beauty ha adoptado el uso de maquillaje en todas las líneas de género, produciendo un anuncio en marzo de 2018, llamado «My Fenty, My Mood». También en marzo de 2018, Daniel Kaluuya, nominado al Premio de la Academia al Mejor Actor por su papel protagónico en Get Out, apareció en la alfombra roja del Oscar usando la base Pro Filt'R de Fenty Beauty (específicamente, los tonos 480 y 490). La revista Time lo describió como «luminoso»; en la edición británica de The Huffington Post, Patricia Ekall dijo que su «brillo húmedo llevó el look sin maquillaje a otro nivel». Varios medios notaron que el uso de maquillaje por parte de los hombres «no era inusual», pero dijeron que la noticia, sin embargo, «sorprendió gratamente» a los fanáticos.